# 梶井基次郎
梶井基次郎（かじい もとじろう）（1901年2月17日—1932年3月24日），日本小說家，生於大阪，東京帝國大學英文系肄業。

## 生平
梶井基次郎自幼身染肺結核，少年時代夢想成為工程師，1919年入第三高等學校理科就讀，期間對夏目漱石、谷崎潤一郎的文學作品相當傾倒。於1924年，入東京帝國大學英文系就讀，後來因肺結核惡化而輟學。1925年，同人誌《青空》創刊，梶井基次郎發表了最早的作品〈檸檬〉。1932年3月24日，梶井基次郎病情惡化而辭世，享年三十一歲，爾後3月24日被命名為「檸檬忌」。

## 風格
梶井基次郎生前作品僅二十篇，以私小說、心境小說為主，內容都近似散文詩，擅長以象徵的手法及病態的幻想構織出病者憂鬱的世界及理想。三島由紀夫、吉行淳之介等作家都曾表明受其影響。

## 作品
- 奎吉
- 矛盾般的真實（矛盾の様な真実）
- 檸檬
- 有城樓的小鎮（城のある町にて）
- 泥濘
- 路上
- （橡の花）
- 過往（過古）
- 雪後
- （川端康成第四短篇集「心中」を主題とせるヴァリエイシヨン）
- 心中的某片風景（ある心の風景）
- K之升天（Kの昇天）
- 冬日（冬の日）
- 櫻樹下（櫻の樹の下には）
- 器樂的幻覺（器樂的幻覺）
- 蒼穹
- 筧管的故事（筧の話）
- 冬之蠅（冬の蠅）
- 山崖上的情感（ある崖上の感情）
- 愛撫
- 暗夜繪卷（闇の繪巻）
- 交尾
- 悠閒的患者（のんきな患者）

## 相關作品
- 萬城目學的《荷爾摩六景》有一篇以梶井基次郎的人生為原型的小說。
- 代表作〈檸檬〉在2010年改編為電視單元劇（BUNGO -日本文學kinema-），由佐藤隆太主演。